# Steven Millhauser
Œuvres principales
- Martin Dressler ou le Roman d'un rêveur américain

Steven Millhauser, né le 3 août 1943 à New York, est un romancier et nouvelliste américain. Il a remporté le prix Pulitzer en 1997 avec Martin Dressler ou le Roman d’un rêveur américain.

## Biographie
Steven Millhauser a grandi dans le Connecticut à l'est de New York et fit ses études à l'université Columbia et à l'université Brown où il commença un doctorat.
Il publie La Vie trop brève d'Edwin Mullhouse en 1972, un roman sur un écrivain précoce dont la vie se termine à onze ans, et remporte le prix Médicis étranger en 1975. La critique l'acclame et il publie en 1977 son second roman, Portrait d'un romantique.
Il publie en 1986 son premier recueil de nouvelles La Galerie des jeux, où l'enfance est un thème récurrent. Ses histoires traitent souvent des thèmes de fantasy mi-merveilleux, mi-fantastique à la manière de Franz Kafka, Thomas Mann, Vladimir Nabokov, Edgar Poe ou encore Italo Calvino. Son écriture est à la frontière entre rêve et réalité, entre l'enfance et le monde adulte, le monde de l'imagination s'opposant à la banalité. Il publie également Le Royaume de Morphée en 1986.
Millhauser continue d'écrire et publie :
- Le Musée Barnum, 1990, dont l'une des nouvelles, Eisenheim l'illusionniste, servira d'inspiration à Neil Burger pour son film L'Illusionniste, sorti en 2006 avec Edward Norton

- Petits Royaumes, 1993
- Le Lanceur de couteaux et autres nouvelles, 2012

Le succès inattendu de Martin Dressler ou le Roman d'un rêveur américain attire l'attention sur Steven Millhauser. Il publie des romans courts, Nuit enchantée en 1999 et Le Roi dans l'arbre en 2003. Une collection de nouvelles, appelée Dangerous Laughter : Thirteen Stories a été publiée en 2008.
Son œuvre a été traduite en français par Marc Chénetier, Françoise Cartano et Didier Coste.
Steven Millhauser vit aujourd'hui à Saratoga Springs et enseigne au Skidmore College.
Une adaptation cinématographique d'une de ses nouvelles nommée The Sisterhood of Night est sortie en 2014.

## Œuvre
- La Vie trop brève d'Edwin Mullhouse,  [« Edwin Mullhouse : the life and death of an American writer, 1943-1954 »], trad. de Didier Coste, éditions Albin Michel, 1975
- Portrait d'un romantique, [« Portrait of a romantic  »], trad. de Didier Coste et Michel Waldberg, Paris, Éditions Denöel, coll. « Arc-en-ciel  », 1982, 318 p.  (ISBN 2-207-22791-X)
- Le Royaume de Morphée, [« From the realm of Morpheus »], trad. de Françoise Cartano, Marseille, France, Éditions Rivages, coll. « Littérature étrangère », 1991, 423 p.  (ISBN 2-86930-434-X)
- La Galerie des jeux, [« In the penny arcade »], trad. de Françoise Cartano,  Marseille, France, Éditions Rivages, coll. « Littérature étrangère », 1987, 187 p.  (ISBN 2-86930-063-8)
- Le Musée Barnum, [«  The Barnum museum  »], trad. de Françoise Cartano, Marseille, France, Éditions Rivages, coll. « Littérature étrangère », 1996, 238 p.  (ISBN 2-7436-0059-4)
- Martin Dressler ou le Roman d'un rêveur américain, [« Martin Dressler: The Tale of an American Dreamer »], trad. de Françoise Cartano, Paris, Éditions Albin Michel, coll. «  Les Grandes traductions », 2000, 303 p.  (ISBN 2-226-11498-X)
- Nuit enchantée, [« Enchanted night »], trad. de Françoise Cartano, Paris, Éditions Albin Michel, coll. « Les grandes traductions », 2001, 186 p.  (ISBN 2-226-13087-X)
- Le Roi dans l'arbre : trois récits, [« The king in the tree »], trad. de Marc Chénetier, Paris, Éditions Albin Michel, coll. «  Les Grandes traductions », 2007, 290 p.  (ISBN 978-2-226-17682-0)
- Le Lanceur de couteaux, [« The knife thrower »], trad. de Marc Chénetier, Paris, Éditions Albin Michel, coll. « Les grandes traductions », 2012, 304 p.  (ISBN 978-2-226-23849-8)